# Anna Sophie af Danmark
 Der er flere personer med dette navn, se Anna Sophie af Danmark (flertydig).
Anna Sophie af Danmark (1. september 1647 – 1. juli 1717 i Prettin) var en dansk prinsesse, der var kurfyrstinde af Sachsen fra 1680 til 1691. Hun var datter af kong Frederik 3. og dronning Sophie Amalie og gift med kurfyrst Johan Georg 3. af Sachsen.

## Biografi

### Tidlige liv
Anna Sophie blev født den 1. september 1647 på Flensborghus i Flensborg som den ældste datter af den senere kong Frederik 3. (1609-1670) og hans kone Sophie Amalie af Braunschweig-Lüneburg (1628-1685), datter af hertug Georg af Braunschweig-Lüneburg. Hun havde en ældre bror, Christian, den senere Christian 5.
Hendes farfar Kong Christian 4. døde, da hun var et halvt år gammel, og efter flere måneders forhandlinger valgte rigsrådet hendes far til konge. Han blev kronet den 23. november 1648.
Hendes forældre fik yderligere seks børn, hvoraf fire overlevede til voksenalder. Hendes overlevende søskende var: Frederikke Amalie, Vilhelmine Ernestine, Jørgen og Ulrikke Eleonore.

### Ægteskab og børn
Den 9. oktober 1666 giftede hun sig i København med den daværende kurprins Johan Georg af Sachsen (1647–1691). Sammen fik de to børn:
- Johan Georg 4. af Sachsen (18. oktober 1668 i Dresden – døde af kopper, Dresden, 28. maj 1694), efterfulgte sin far som kurfyrste.
- Frederik August 1. af Sachsen (22. maj 1670 i Dresden – 1. februar 1733, i Warszawa), efterfulgte sin bror som kurfyrste og blev senere, som August den Stærke, konge af Polen.

### Senere liv
Kurfyrst Johan Georg 3. døde den 12. september 1691. Kurfyrstinde Anna Sophie overlevede sin mand med 25 år og døde 69 år gammel den 1. juli 1717 i Prettin i Sachsen.